# Alas Smith and Jones
Alas Smith and Jones was een Britse komische televisieserie, met Mel Smith en Griff Rhys Jones in de hoofdrollen, die werd uitgezonden van 1982 tot 1988 door de BBC.
De titel was een knipoog naar de Amerikaanse televisieserie uit de jaren zeventig Alias Smith and Jones. In de serie werd de traditie voortgezet van de serie Not the Nine O'Clock News met taboedoorbrekende sketches, die niet altijd even fijnzinnig waren.